# فابیانو کونتاراتو
فابیانو کونتاراتو (انگلیسی: Fabiano Contarato؛ زادهٔ ۲۰ ژوئن ۱۹۶۶) سیاستمدار و استاد دانشگاه اهل برزیل است. وی از فوریه ۲۰۱۹ به‌عنوان سناتور از ایالت اسپیریتو سانتو خدمت می‌کند. کونتاراتو نخستین دگرباش جنسی است که به‌عنوان سناتور در برزیل انتخاب شده‌است.